# Amphora-Werke

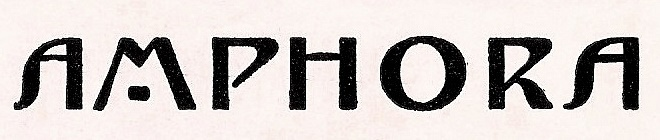
Logo der Amphora-Werke, um 1900

Die Amphora-Werke waren eine Porzellanmanufaktur in Turn-Teplitz im Königreich Böhmen (Österreich-Ungarn, ab 1918 Tschechoslowakei). Die Werke bestanden von 1892 bis 1945 (1946 geschlossen) und wurden besonders mit ihren Kunstkeramiken und Vasen im Jugendstil bekannt.

## Geschichte

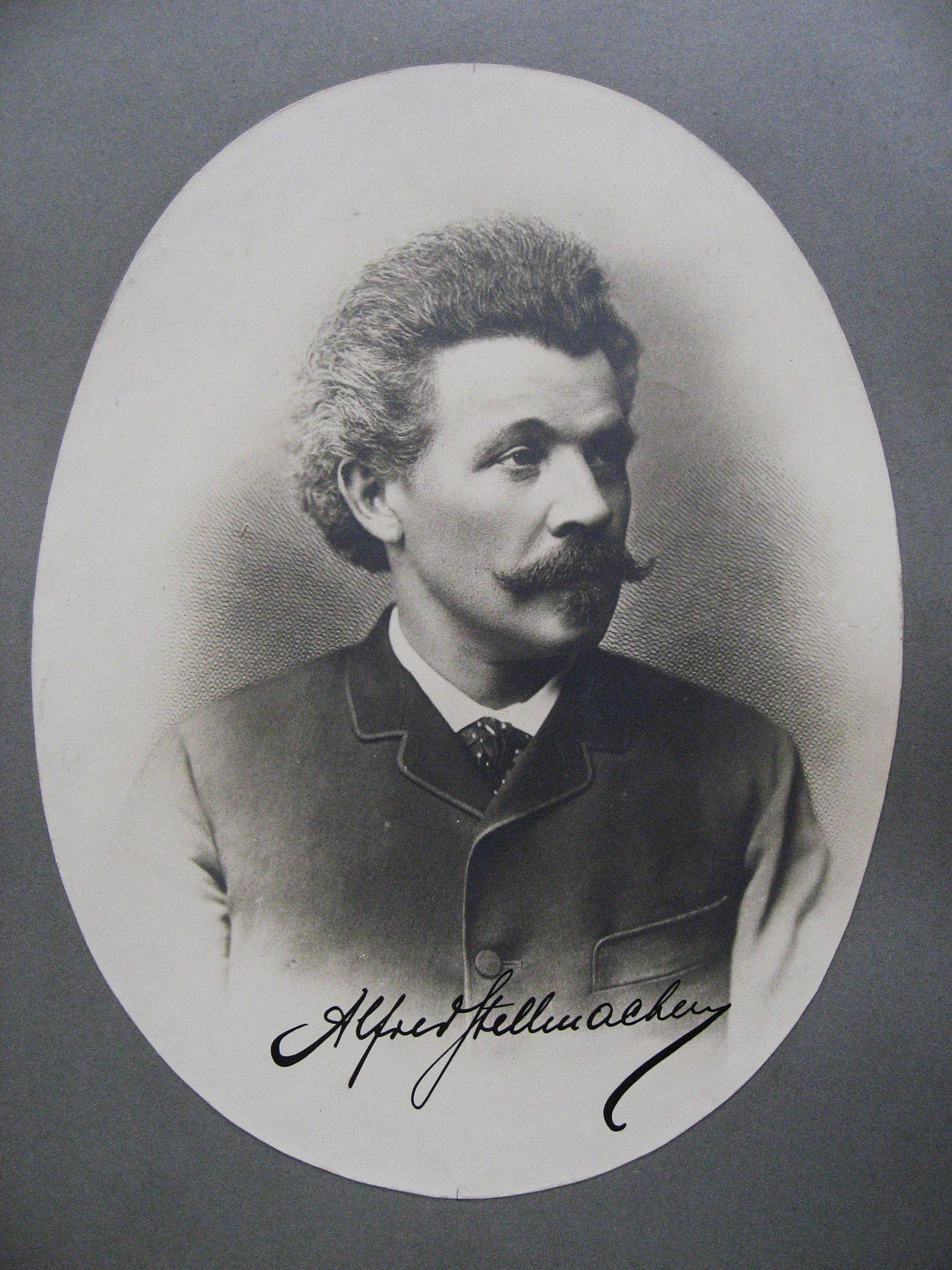
Alfred Stellmacher, um 1885

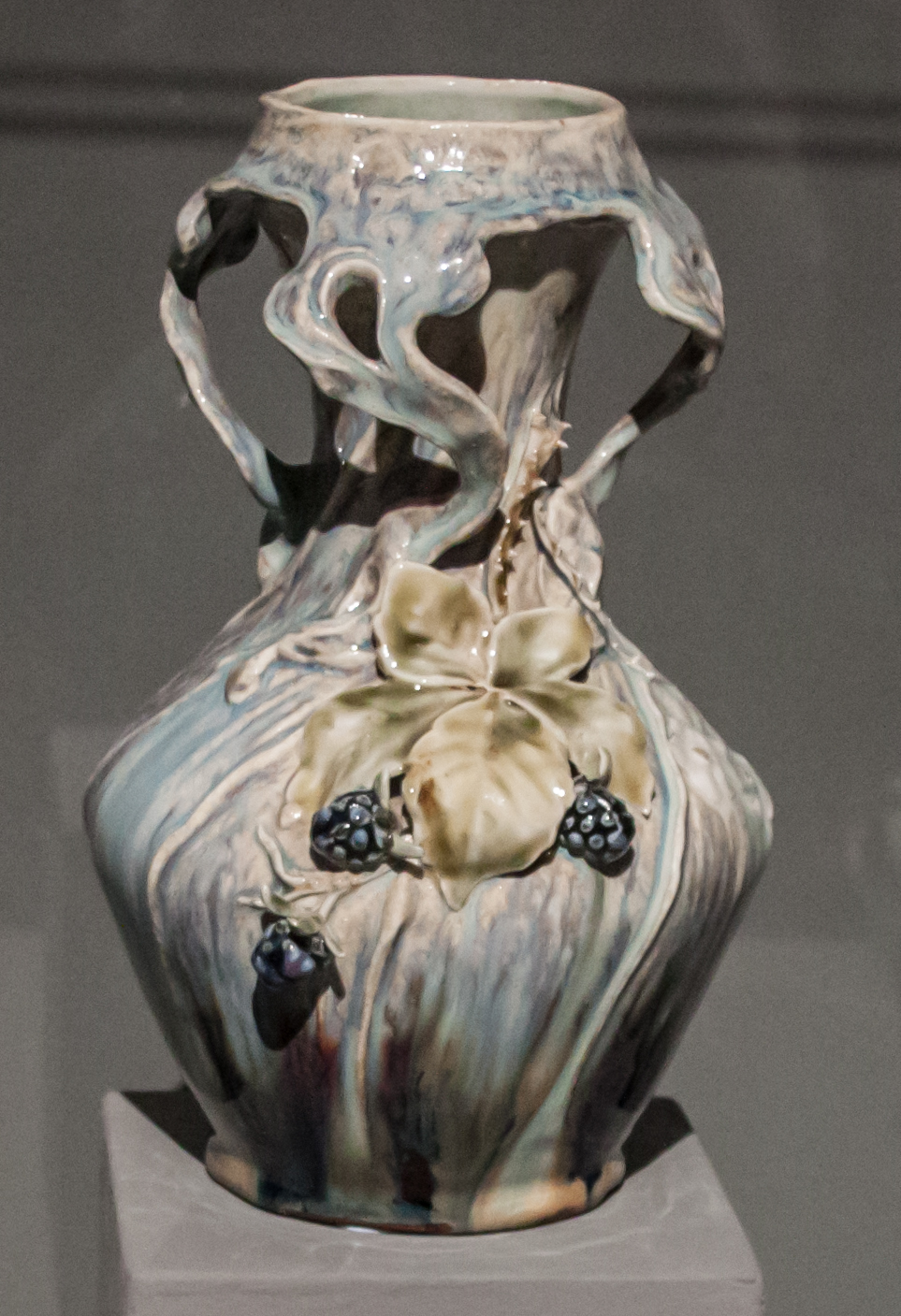
Vase mit Ulmen-Blättern und Brombeeren im Ungarischen Museum für Kunstgewerbe, Budapest

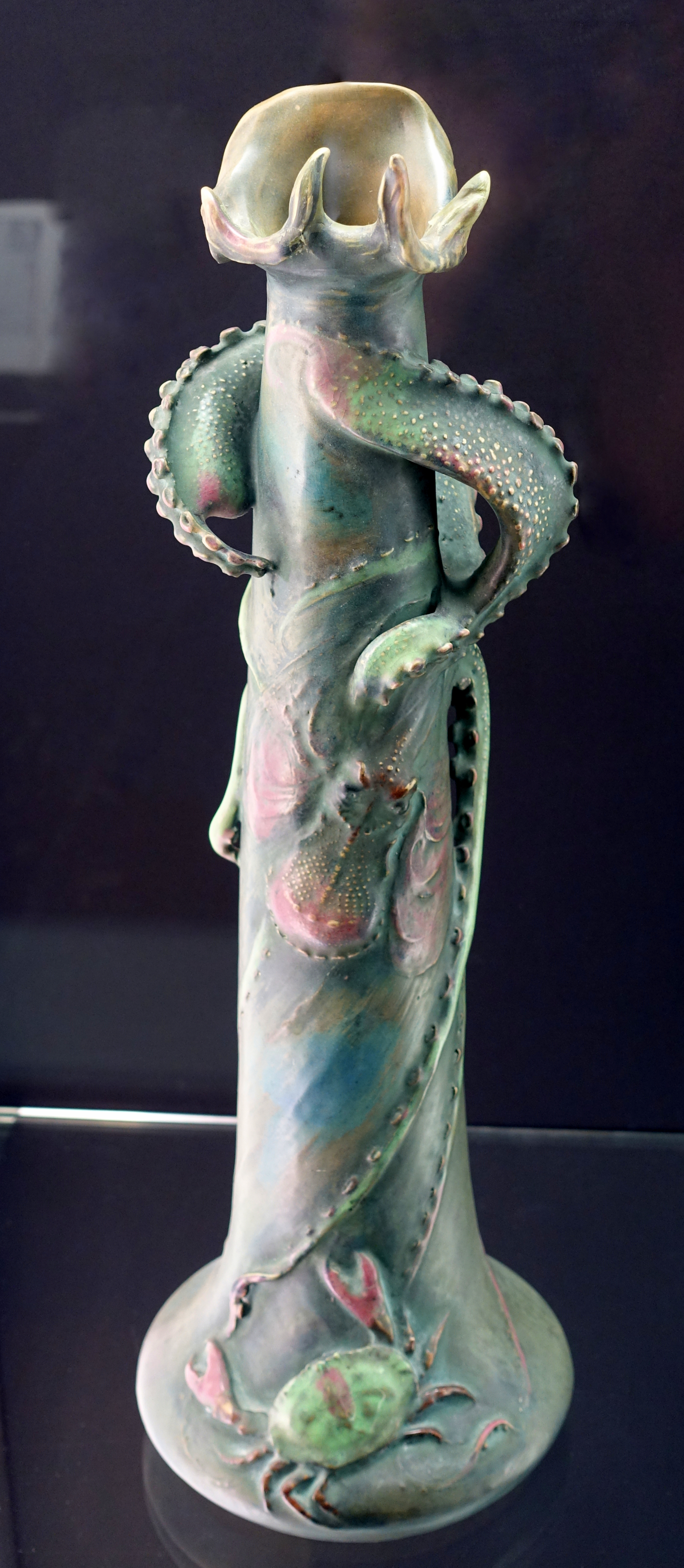
Vase mit maritimer Fauna im Bröhan Museum, Berlin

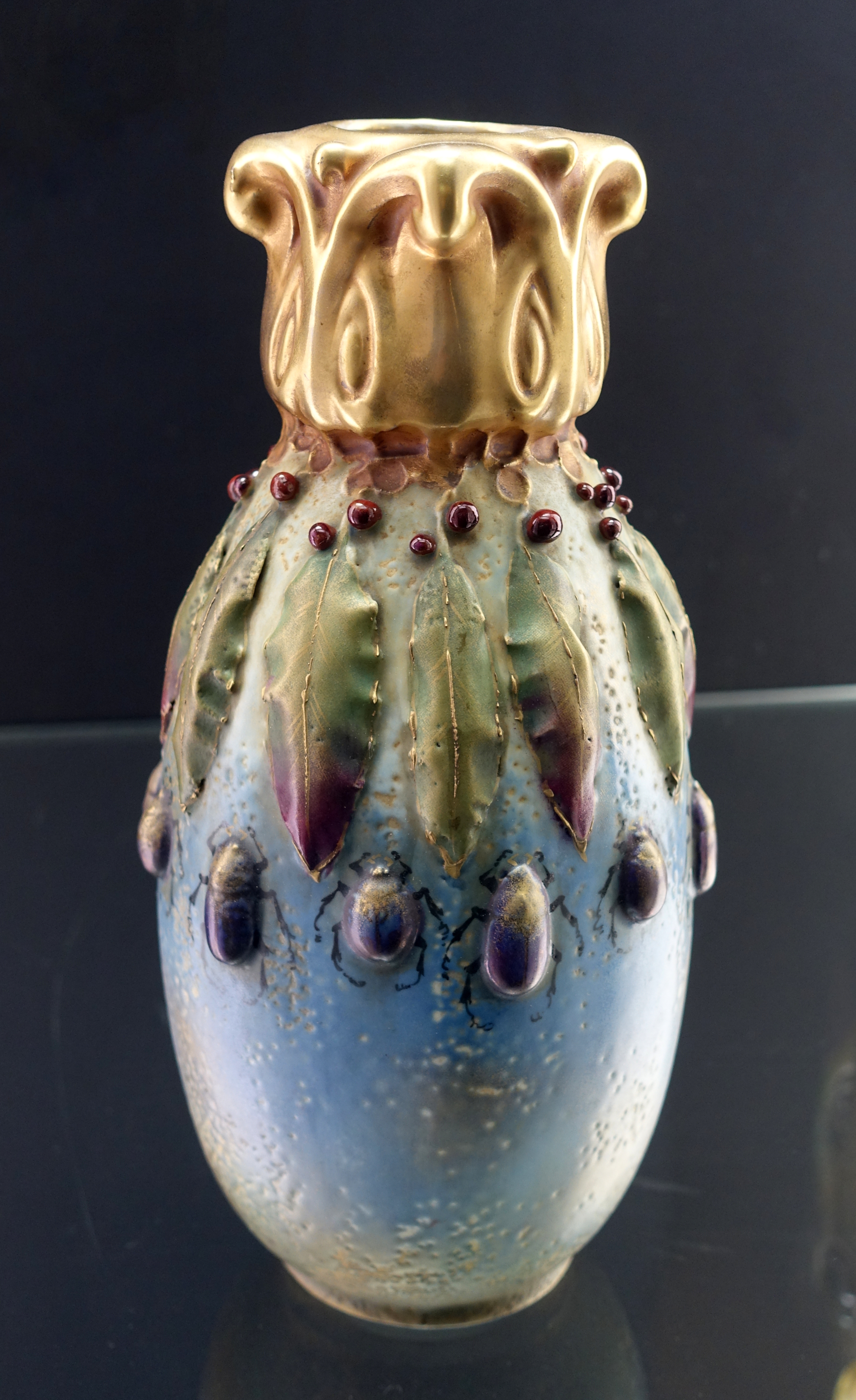
Vase mit Blättern und Käfern, Bröhan Museum

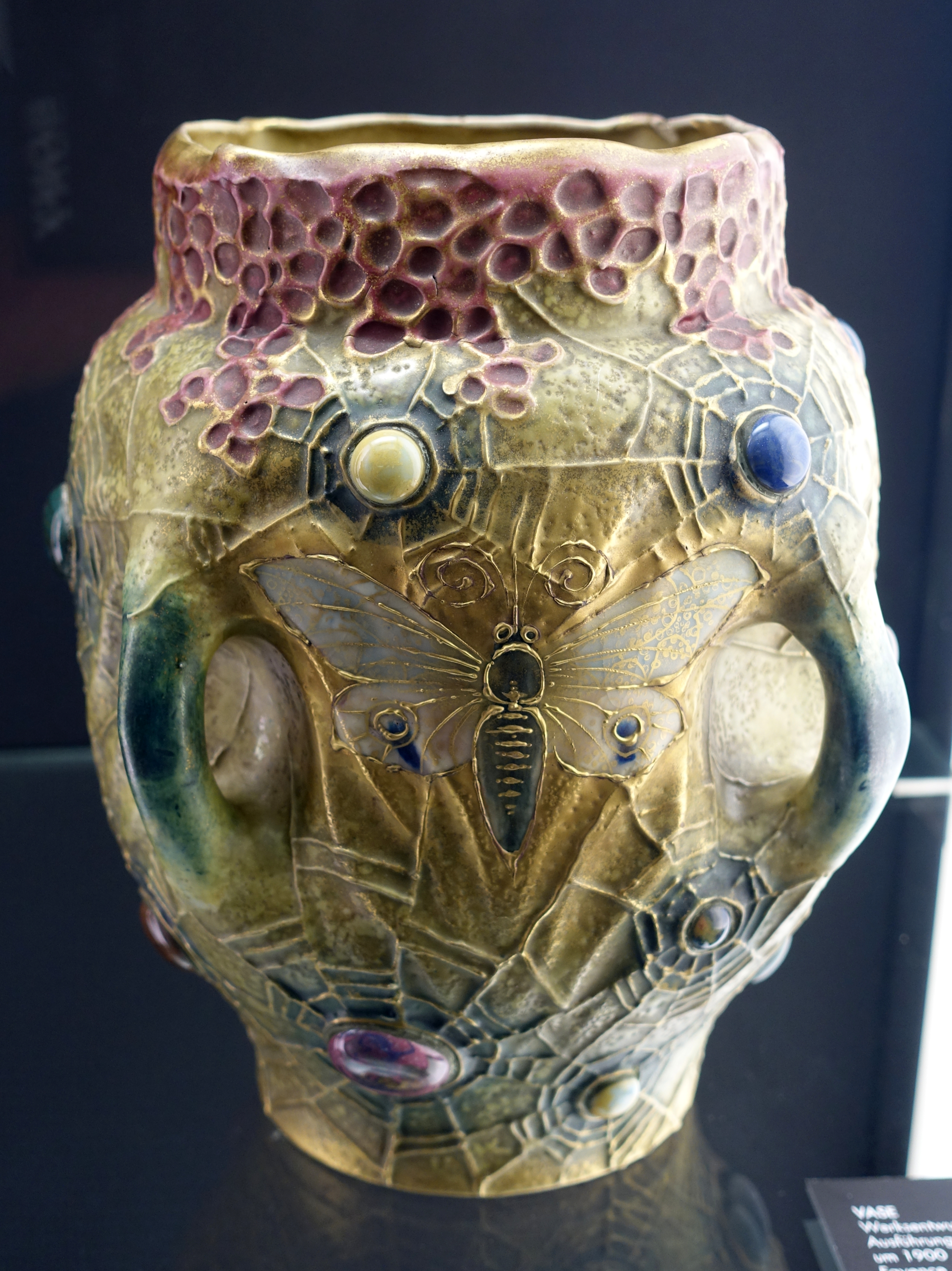
Vase mit Schmetterling und Spinnennetzen, Bröhan Museum

Um 1876 gründete Alfred Stellmacher (* 1837 in Steinheid, Thüringen; † 1906 in Turn) im zu Österreich-Ungarn gehörenden nordböhmischen Turn bei Teplitz die Porzellanfabrik Alfred Stellmacher, k. k. priv. Porzellanfabrik Teplitz-Turn (Böhmen), wo er Porzellanblumen, Vasen, Figuren und Services im viktorianischen und historisierenden Stil, aber auch neue Formen und Dekorationen wie klar gestaltete Gefäße mit Tier- und Pflanzenmotiven, Henkel und Griffen in Tierform und differenziert strukturierte Objekte produzierte. Als Besonderheit galt Elfenbeinporzellan mit durchscheinendem, leicht gelblichem Scherben und Scharffeuer-Emaille-Dekorationen. Das Unternehmen zeigte seine Exponate erfolgreich auf nationalen und internationalen Ausstellungen wie die Weltausstellung Paris 1889 (Goldmedaille) und die World’s Columbian Exposition 1893 in Chicago. Mit der internationalen Anerkennung floss ein großer Teil der Produktion in den Export, besonders in die Vereinigten Staaten von Amerika. Nach und nach entstanden Niederlassungen in Wien, Leipzig und Paris sowie Vertretungen in New York und London. Die Manufaktur beschäftigte zu Spitzenzeiten bis zu 300 Mitarbeiter.
Anfang der 1890er Jahre geriet das Unternehmen in finanzielle Nöte. Mittlerweile verkleinert wurde es 1896 an den Wiener Kaufmann Ernst Wahliss verkauft und erhielt nun den Namen Kunst-Porzellan- u. Fayence-Fabrik Ernst Wahliss Turn -Teplitz (Böhmen). 1901 zog sich Stellmacher, der heute vom Museum in Teplitz als „Nestor“ der nordböhmischen Keramikindustrie bezeichnet wird, ins Privatleben zurück. Vom „Stellmacher-Denkmal“, das 1927 in Turn aufgestellt wurde, steht nur noch der Sockel (2020) im Park Smetanovo nam.
Alfred Stellmachers Sohn Eduard Stellmacher (1868–1945) und die Schwiegersöhne von Alfred Stellmacher, Karl Riessner (1868–1910), Hans Riessner (1863–1920) und Rudolf Kessel (1870–1922) gründeten 1892 eine eigene Firma mit dem Namen RStK, den sie bald mit dem Zusatz AMPHORA versahen. Eduard und Hans waren zuvor bereits im väterlichen Betrieb tätig gewesen und konnten bei der Gründung Teile der alten Firma übernehmen sowie auf die Unterstützung und Kenntnisse von Alfred Stellmacher zurückgreifen. Als ein wesentlicher künstlerischer Gestalter war ein weiterer Schwiegersohn von Alfred Stellmacher, Paul Dachsel (1868–1945), tätig. Die k. k. priv. Werke AMPHORA Riessner, Stellmacher u. Kessel Turn Böhmen, wie der Betrieb von 1892 bis 1904 hieß, kurz AMPHORA-Werke, stellten anfänglich noch weitgehend historisierende, bald aber dem Jugendstil nahe kunstkeramische Erzeugnisse in Steingut und Porzellan her, wie Vasen in hunderten Varianten, Ziergefäße sowie Figuren aller Art. Die Herstellung von Gebrauchsgeschirr bildete die Ausnahme.
Außer den drei eigenen Ideengebern der Firma, Eduard Stellmacher und Paul Dachsel (beide ausgebildet an der Kunstgewerbeschule Dresden) sowie dem akademischen Maler Hans Riessner (Studium an der k. k. Kunstgewerbeschule in Wien, heute Universität für angewandte Kunst Wien – MAK), konnten viele international bekannte Künstler wie Arthur Strasser, Ernst Hegenbarth, Josef Piffrader und Nikolaus Kannhäuser als Gestalter gewonnen werden.
Paul Dachsel gründete 1904 eine eigene Firma Kunstkeramik Paul Dachsel in Turn. Ebenfalls 1904 zog sich Eduard Stellmacher aus dem Unternehmen zurück und gründete 1905 gleichfalls in Turn eine Porzellanmanufaktur Eduard Stellmacher & Co., Porzellanfabrik und kunstkeramische Industriewerke Turn-Teplitz. Beide Firmen mussten bereits 1910 Konkurs anmelden und bald danach schließen.
Ab 1905 nannte sich die Firma Riessner & Kessel, k. k. priv. oesterr. Porzellanmanufaktur AMPHORA Turn-Teplitz Böhmen.
1909 schied Rudolf Kessel aus der Firma aus; Karl Riessner verstarb 1910 im Alter von 42 Jahren. Die AMPHORA-Werke wurden nun von Hans Riessner unter dem Namen Kunstkeramische Betriebe "AMPHORA-Werke Riessner" Turn-Teplitz (Böhmen) bis zu seinem Tod 1920 allein geführt. Darauf übernahm zunächst der Schwiegersohn von Hans Riessner, der Pfarrer Gottfried Wehrenfennig (1873–1950), die Leitung. Ab 1927 wiederum führte Roland Riessner (1904–1981), Sohn von Hans Riessner, zunächst allein und ab 1932 gemeinsam mit seinem Bruder Rüdiger Riessner (1905–1944) die AMPHORA-Werke.
Im Mai 1945, direkt nach dem Ende des Zweiten Weltkriegs, wurde die Firma mit der Wiederherstellung der Tschechoslowakei als Dritte Tschechoslowakische Republik verstaatlicht und im August 1946 die Produktion ganz eingestellt.
Erzeugnisse der Manufaktur, vor allem aus der Jugendstil-Zeit, sind bei Sammlern begehrt und erzielten 2020 bei Versteigerungen Preise von 2.000 bis über 50.000 US-Dollar.

## Auszeichnungen (Auswahl)
- 1893 – Chicago (Grand Prix)
- 1894 – Antwerpen (Mention honorable)
- 1894 – San Francisco (Gold Medal)
- 1897 – Brüssel (Mitglied der Jury)
- 1898 – Vienna (Diplom)
- 1900 – Paris (Médaille d’or)
- 1901 – St. Petersburg (золото, Goldmedaille)
- 1902 – St. Petersburg (Большой диплом, Großes Diplom)
- 1903 – Athen (Mention honorable)
- 1904 – Düsseldorf (Goldmedaille)[13]
- 1904 – St. Louis (Grand Prix)
- 1905 – Lüttich (Diplôme honorifique)
- 1906 – Milan (Menzione d’onore)
- 1908 – St. Petersburg (золото, Goldmedaille)
- 1910 – Brüssel (Grand Prix)

## Museen
Museen, die Kunstkeramiken der AMPHORA-Werke zu ihrem Bestand zählen, sind unter anderem:
- Badisches Landesmuseum, Karlsruhe
- Bröhan-Museum, Berlin
- Grassimuseum, Leipzig, mit zahlreichen Unterlagen zu den Amphora-Werken im Archiv
- Hetjens-Museum, Düsseldorf
- Porzellanikon, Hohenberg an der Eger
- Regionalmuseum Teplice, Tschechien
- Museum Wiesbaden, Landesmuseum

## Bilder

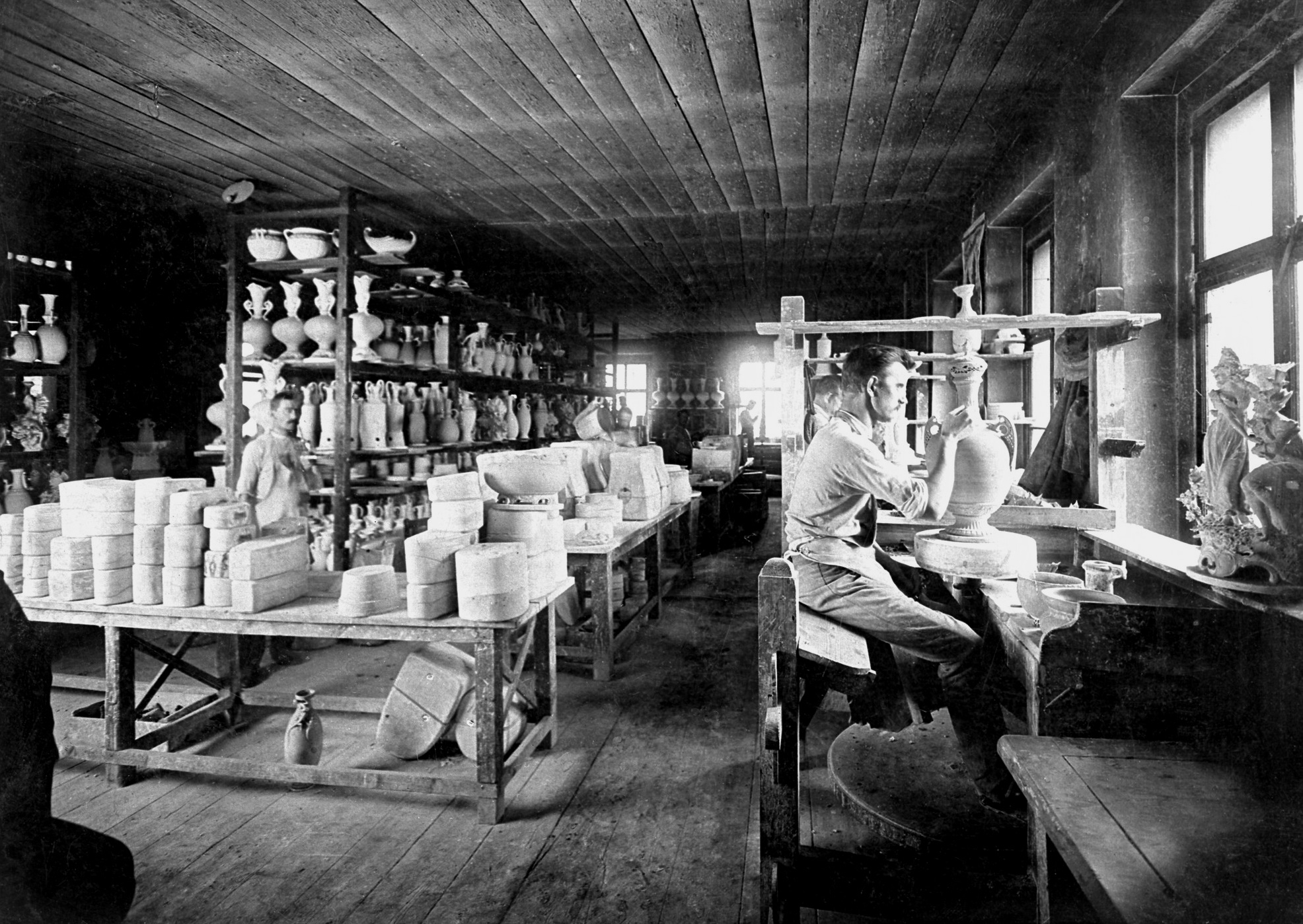
Produktion um 1900
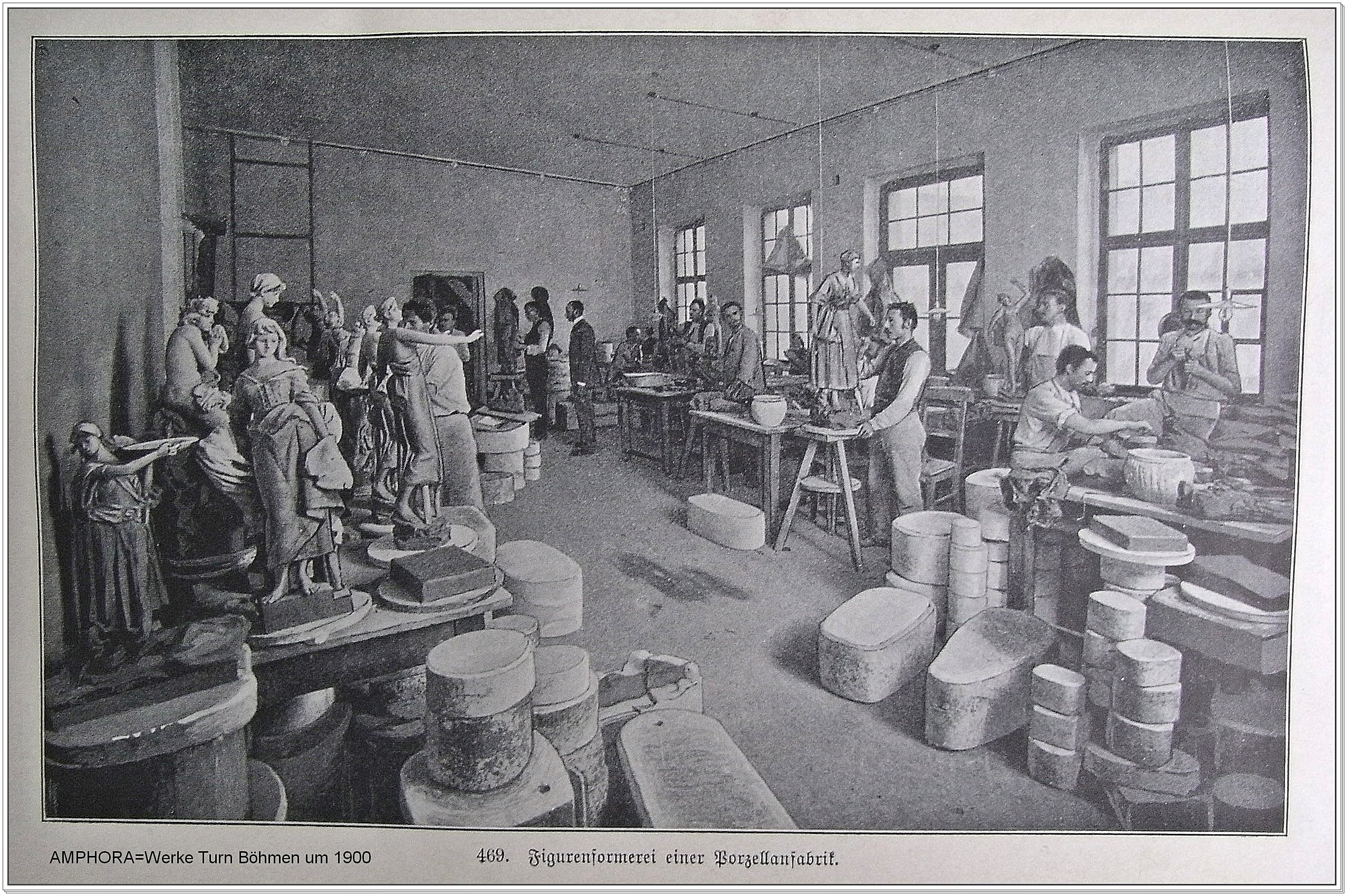
Produktion um 1900
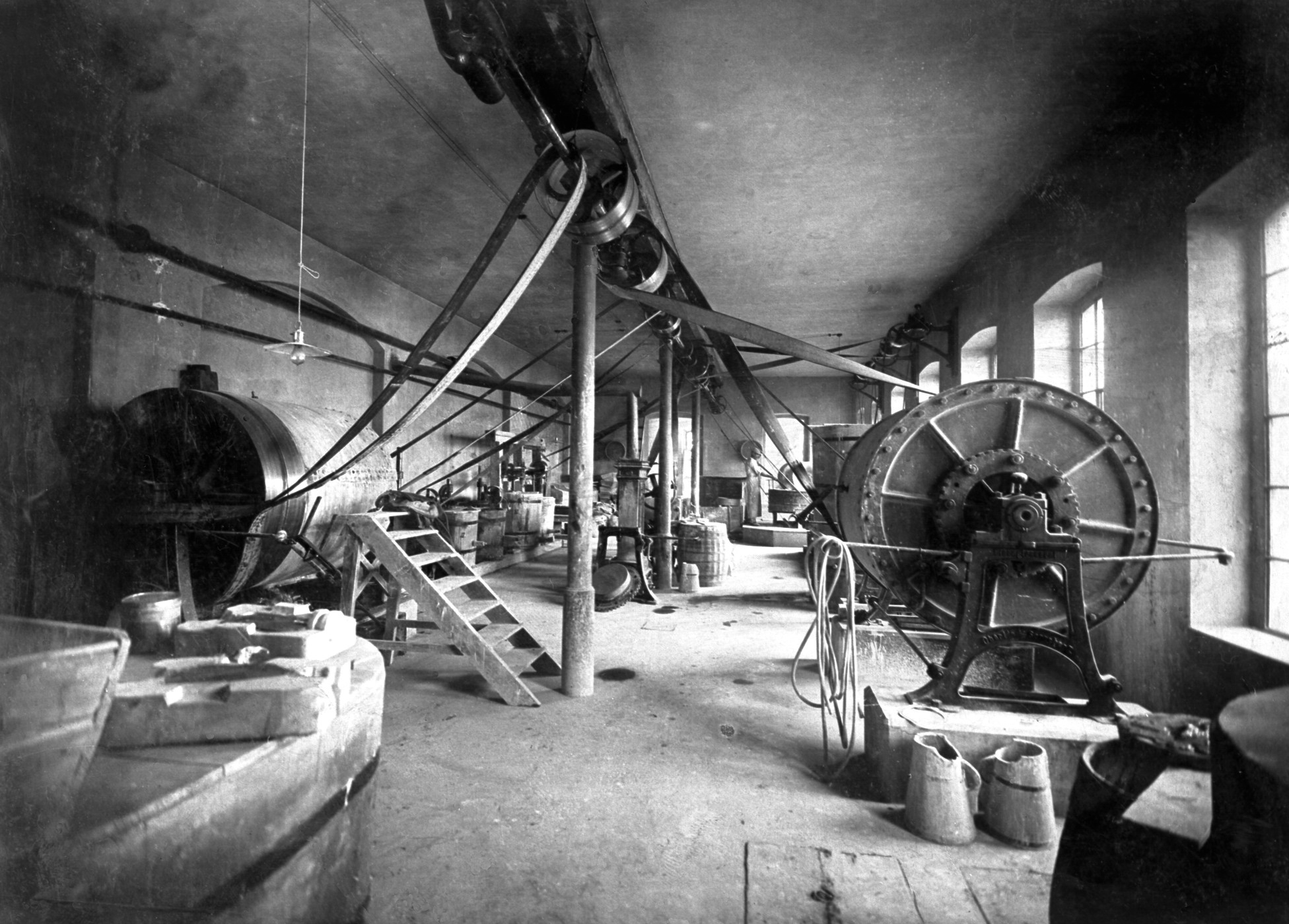
Produktion um 1900
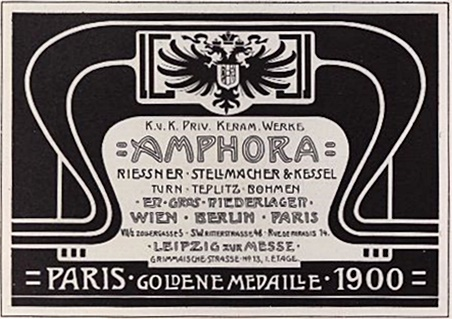
Werbung, 1901
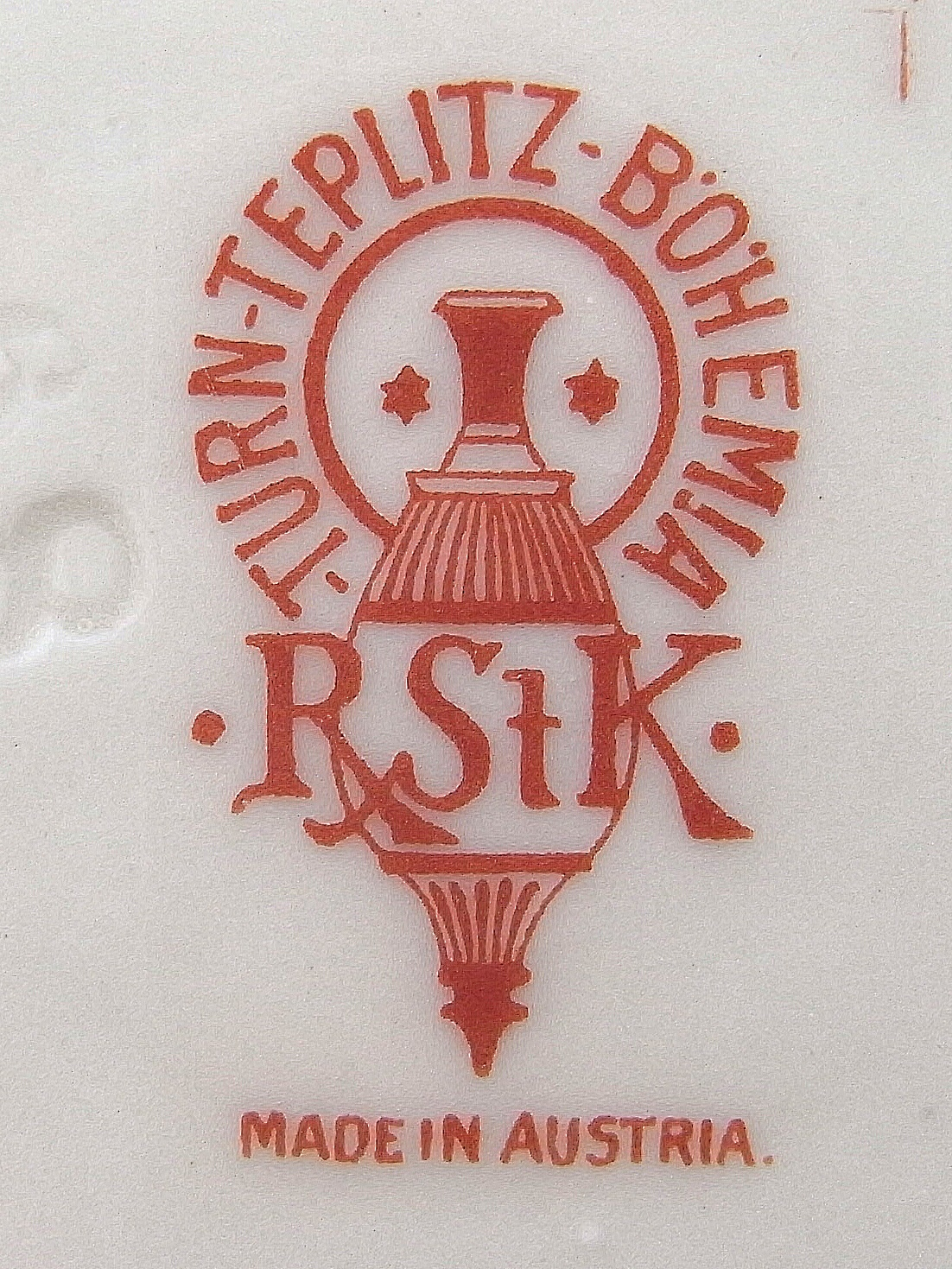
Bodenmarke RSTK 1892–1905
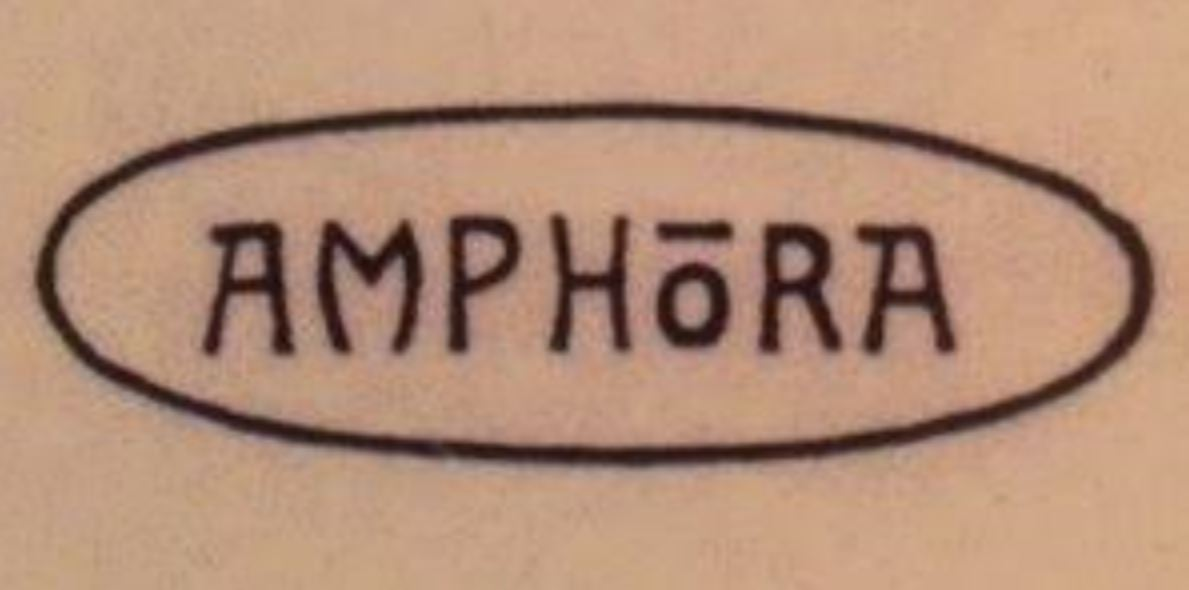
Bodenmarke um 1900
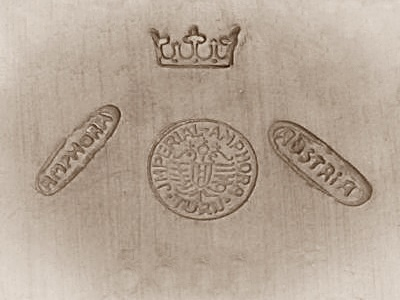
Marken-Kombination um 1900